# Opeatogenys gracilis
Il succiascoglio della Posidonia (Opeatogenys gracilis Canestrini, 1864) è un piccolo pesce di mare della famiglia Gobiesocidae.

## Distribuzione e habitat
Questo pesciolino è endemico del mar Mediterraneo.

Vive solamente nelle praterie di Posidonia oceanica.

## Descrizione
È molto piccolo, non supera i 3 cm di lunghezza ed ha un corpo allungato ed a sezione cilindrica, molto sottile. Il muso è corto ed arrotondato. La pinna dorsale è molto breve (3 raggi) e posta molto indietro, così come la pinna anale che però ha 4 raggi. La pinna caudale è piccola ed arrotondata, le pinne pettorali sono più piccole che negli altri succiascogli mentre le pinne ventrali sono unite a formare la tipica ventosa di questi pesci.
La livrea è verde intenso o (raramente) rossastra o violacea, con punti azzurri o bianchi ed una linea bianca dorsale quasi sempre presente.

## Biologia
Vive attaccato alle foglie di Posidonia oceanica, l'unico altro succiascoglio a farlo è l’Apletodon incognitus da giovane.

Per il resto le sue abitudini possono dirsi ignote.